# Kamphaeng Phet

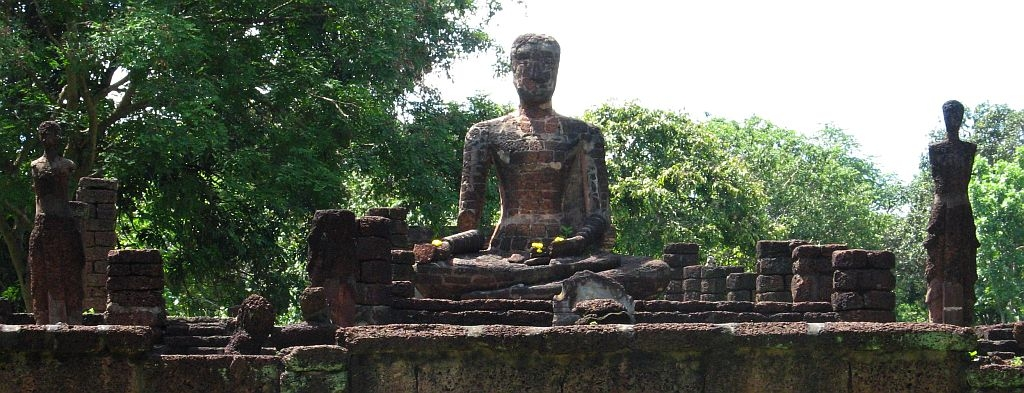
Di tích bên trong Công viên lịch sử Kamphaeng Phet

Kamphaeng Phet là một thị xã (thesaban mueang) ở miền bắc Thái Lan, tỉnh lỵ của tỉnh Kamphaeng Phet. Thị xã bao gồm toàn bộ tambon Nai Mueang của huyện Mueang Kamphaeng Phet. Dân số năm 2005 là 30.114 người.
Kamphaeng Phet nằm khoảng 360 km về phía tây bắc Bangkok vào Maenam Ping, một nhánh của Chao Phraya Maenam. Môi trường khu vực được xác định bởi các khu rừng phong phú và rừng bao phủ ngọn đồi. Ở đây bắt đầu những khu rừng gỗ tếch của phía bắc, kéo dài hàng trăm dặm đến Chiang Mai và biên giới với Lào, mặc dù nhiều nơi đã bị chặt phá.
Các huyện giáp ranh (từ phía tây bắc chiều kim đồng hồ): huyện Nakhon Kosamphi, Phran Kratai, Sai Ngam, Khlong Lan Khlong, làm mát và của tỉnh Kamphaeng Phet và tỉnh Tak Wang Chao. 
Trong vùng lân cận có dầu và khí đốt dự trữ, được sử dụng để phát điện. 
Kamphaeng Phet có lẽ vào thập niên 1360 các Vua Lu Thái (พระยา ลือ ไทย, trị vì 1347 -. 1368) xem như là một tiền đồn phía Nam, và được thành lập đồng thời là vùng đệm phía tây nam của vương quốc Sukhothai và ở lại trong nhiều thế kỷ một thị trấn đồn trú quan trọng của các vị vua của Sukhothai và Ayutthaya. 
Từ năm 1991, một trong những bức tường thành phố và Công viên lịch sử Kamphaeng Phet là Di sản Thế giới của UNESCO.